# Corydalis livida
Corydalis livida är en vallmoväxtart som beskrevs av Carl Maximowicz. Corydalis livida ingår i släktet nunneörter, och familjen vallmoväxter. Utöver nominatformen finns också underarten C. l. denticulatocristata.